# Ferdinand III av Toscana
Ferdinand III av Toscana, född den 6 maj 1769 i Florens, död där den 18 juni 1824, var storhertig av Toscana. Han var andre son till Leopold II av Österrike (1747-1792) och Maria Ludovika av Spanien. 

## Biografi
Ferdinand utnämndes till storhertig av Toscana av sin far 1790, då denne lämnade sitt storhertigdöme för att tillträda som tysk-romersk kejsare. Han fördrevs av fransmännen 1799 och avsattes 1801. År 1802 blev han istället utnämnd till hertig av Salzburg, 1805 blev han utnämnd till kurfurste av Würzburg och hertig av Würzburg var han 1806-1814. År 1814 blev han återinsatt som storhertig av Toscana.
Han gifte sig första gången med prinsessan Lovisa av Bägge Sicilierna (1773-1802) och andra gången i Florens 1821 med prinsessan Maria Ferdinanda av Sachsen (1796-1865).

## Barn
1. Carolina Ferdinanda av Österrike (1793-1802)
2. Frans Leopold av Österrike (1794-1800)
3. Leopold II av Toscana (1797-1870)
4. Maria Luisa Josepha av Österrike (1799-1857) ogift
5. Maria Teresa Francesca av Österrike (1801-1855) gift med Karl Albert av Sardinien (1798-1849)
6. Barn Son (1802-1802)